# Pomerol (AOC)
Pour la commune, voir Pomerol.
Le pomerol est un vin rouge français d'appellation d'origine contrôlée produit sur la commune de Pomerol et une partie de celles de Libourne et de Lalande-de-Pomerol, ainsi que certaines parcelles des communes de Lussac, des Artigues-de Lussac, de Montagne, de Néac et de Saint-Émilion. Il s'agit d'une appellation du vignoble du Libournais, une des subdivisions du vignoble de Bordeaux.
Cette appellation est réputée notamment pour ses crus les plus fameux, Petrus, Le Pin, Lafleur, La Conseillante, Gazin, Maillet, Rouget et bien d'autres.

## Histoire
La naissance de la viticulture à Pomerol est marquée au XIIe siècle par l'installation de l'ordre des Hospitaliers de Saint-Jean de Jérusalem, qui aménage à Pomerol un hospice servant d'étape aux pèlerins en route vers de Saint-Jacques de Compostelle. Le vignoble est attesté dès le Moyen Âge, mentionné parmi les destructions de la guerre de Cent Ans. Le vignoble de Pomerol est favorisé par la proximité de la ville de Libourne, qui dispose d'un petit port pour exporter les vins. Un procès-verbal du XVIIIe siècle mentionne un cas de replantage d'une parcelle avec du noir de Pressac (c'est-à-dire le côt, alias le malbec), du bouchet (le cabernet franc) et du merlot, le tout à la place de cépages blancs.
Le développement du négoce de Libourne (composé entre autres de familles corréziennes) et la construction de la ligne de chemin de fer Libourne-Paris favorise la croissance du vignoble. Après la destruction due au phylloxéra à la fin du XIXe siècle, le vignoble de Pomerol est replanté majoritairement avec du merlot. En 1900, est créé le Syndicat viticole et agricole de Pomerol, qui a un rôle de défense de l'appellation communale. Les limites de l'appellation ont été fixées par le jugement du tribunal civil de Bordeaux du 29 décembre 1928 ; elles sont reprises à l'identique quand l'appellation est reconnue par le décret du 8 décembre 1936. Le cahier des charges est modifié ensuite en 2011, comme pour tous les appellations françaises, puis en 2021.

## Situation
| \| Bordeaux Pomerol \| Localisation de l'appellation · au sein du vignoble de Bordeaux. |
| Bordeaux Pomerol                                                                        |

Le vignoble de Pomerol se situe dans le département de la Gironde, dans la partie du vignoble de Bordeaux appelée le Libournais, sur la rive droite de la Dordogne juste en amont de sa confluence avec l'Isle.

### Aire d'appellation
Le pomerol est produit sur la commune éponyme, mais aussi sur quelques parcelles situées sur les communes avoisinantes.
La partie de la commune de Libourne ayant droit à l'appellation pomerol est limitée au nord par la rivière la Barbanne, à l'est par la limite de la commune de Pomerol, au sud par le ruisseau de Tailhas, à l'ouest par la route départementale 910, le boulevard Beauséjour, l'avenue Georges Clemenceau, la rue du Docteur-Nard, l'avenue de l'Europe et la voie ferrée de Libourne à Bergerac.
La partie de la commune de Lalande-de-Pomerol ayant droit à l'appellation pomerol est limitée au château de Sales (3 hectares et 50 ares). S'y rajoutent quelques parcelles isolées sur les communes suivantes : Les Artigues-de-Lussac, Lussac, Montagne, Néac et Saint-Émilion.

### Géologie et orographie
L'appellation s'étend en rebord du plateau de Saint-Émilion. Sur les molasses du Fronsadais se sont déposés des dépôts profonds de sables, graviers et argiles se succèdent de l'ouest vers l'est : d'abord la moyenne terrasse datant du Riss soit le Saalien (ou Ionien, Pléistocène moyen) entre la D 910 et la voie ferrée de Libourne à Angoulême, puis d'autres alluvions autour du hameau du Grand-Moulinet, ensuite des colluvions graveleux (parfois cimentés par des oxydes de fer) au Bourg-Neuf et au sud de Catusseau jusqu'à la voie ferrée de Libourne à Bergerac, le sommet de l'appellation (40,20 mètres d'altitude) étant occupé par la haute terrasse datant du Günz (Pléistocène inférieur), avec une boutonnière d'argile principalement localisée à Petrus et partagée entre Vieux Château Certan, La Conseillante, l'Évangile et Gazin,.

### Climatologie
C'est un climat tempéré de type océanique, assez chaud pour permettre la culture des vignes même sur terrain plat. La pluviométrie est répartie de manière assez homogène tout au long de l'année avec des automnes plutôt pluvieux. Les températures donnent des hivers doux et des étés chauds sans sècheresse.
Les relevés de la station météorologique de Bordeaux-Mérignac (à 47 mètres d'altitude) sont représentatifs du climat de la Gironde.
| Mois                              | jan.  | fév. | mars | avril | mai  | juin | jui. | août | sep. | oct. | nov. | déc. | année |
| --------------------------------- | ----- | ---- | ---- | ----- | ---- | ---- | ---- | ---- | ---- | ---- | ---- | ---- | ----- |
| Température minimale moyenne (°C) | 2,3   | 3,1  | 3,9  | 6,3   | 9,5  | 12,4 | 14,4 | 14,2 | 12,2 | 9,1  | 5,1  | 2,9  | 8     |
| Température moyenne (°C)          | 5,8   | 7,1  | 8,8  | 11,3  | 14,6 | 17,8 | 20,2 | 19,9 | 17,9 | 14   | 9,1  | 6,4  | 12,7  |
| Température maximale moyenne (°C) | 9,4   | 11,2 | 13,7 | 16,3  | 19,7 | 23,2 | 26,1 | 25,6 | 23,7 | 18,9 | 13,1 | 9,9  | 17,6  |
| Ensoleillement (h)                | 86    | 109  | 162  | 190   | 211  | 242  | 276  | 249  | 207  | 165  | 103  | 83   | 2 083 |
| Précipitations (mm)               | 100,4 | 85,5 | 76,4 | 72,2  | 77,3 | 56,2 | 46,5 | 54,2 | 73,9 | 87,6 | 94,1 | 98,7 | 923   |

Le climat bordelais connaît des variations annuelles modérées, qui ont des conséquences sur l'état des vignes, sur les rendements et sur la qualité de la production. Par exemple, l'année 1956 est marquée par de fortes gelées qui détruisent une partie du vignoble, tandis que 2003 l'est par un été caniculaire, pire que celui de 1947, les vignes souffrant de la chaleur et de la sécheresse : le record de la station de Mérignac est battu le 4 août 2003 avec une température de 40,7 °C mesurée à l'ombre et une moyenne mensuelle maximum de 32,1 °C (6,5 °C de plus que la normale).
La production de cette année-là est atypique, avec des vins sucrés, manquant d'acidité et très alcoolisés dû à des raisins surmûris (malgré des vendanges précoces).

## Vignoble
Le vignoble produisant le pomerol couvre 780 hectares, couvrant ainsi l'essentiel de l'aire d'appellation.

### Encépagement

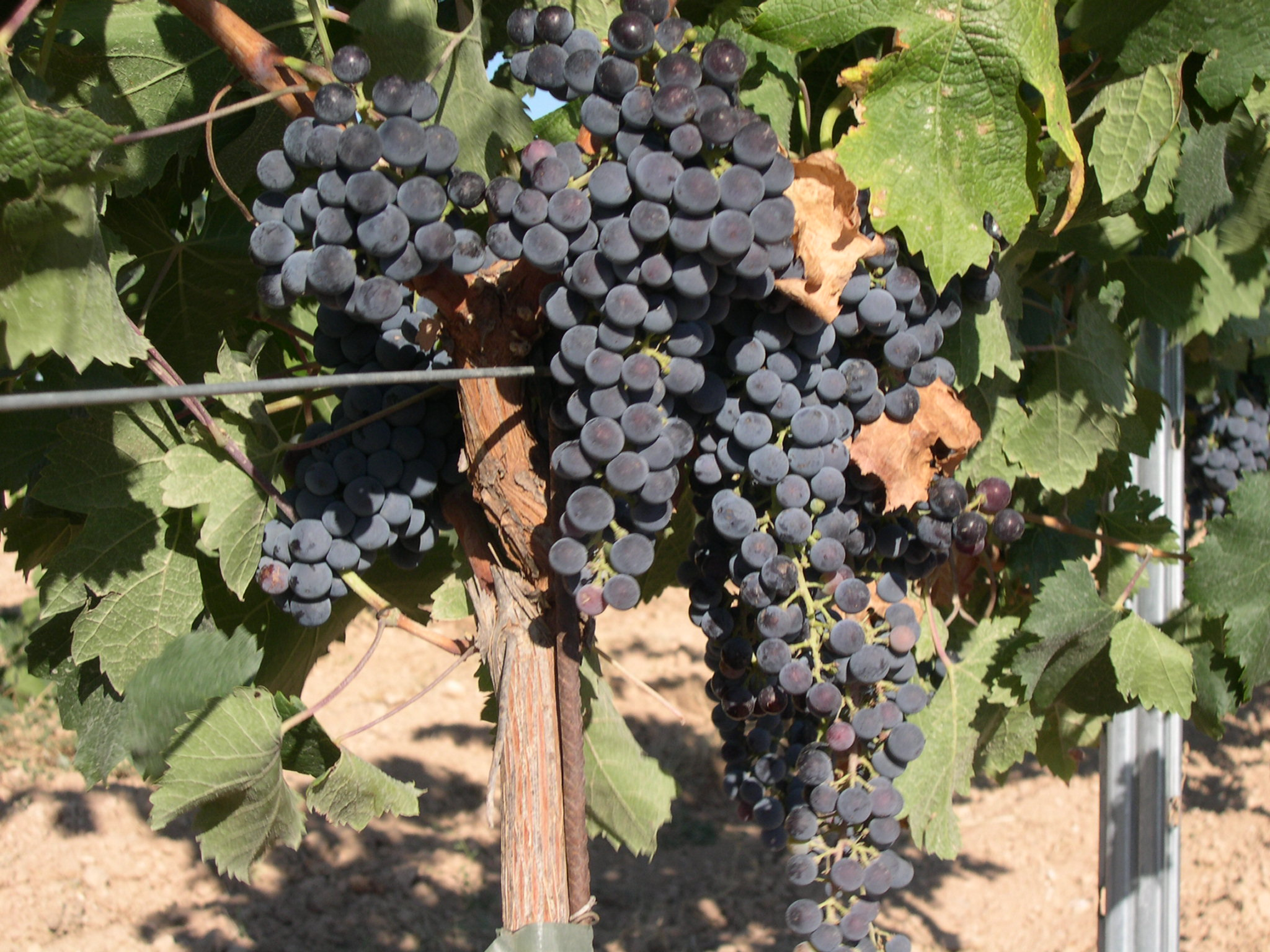
Grappes et feuilles du merlot.

Les cépages autorisés sont le cabernet franc N, le cabernet sauvignon N, le côt N (ou malbec, ou pressac), le merlot N et le petit verdot N.
Le merlot prédomine nettement dans l'encépagement, représentant même 100 % de l'encépagement chez certains crus, comme Le Pin. Le merlot N est vigoureux (il a des rendements plutôt élevés) mais sensible au mildiou et à la cicadelle. Parmi les cépages noirs bordelais il mûrit en premier, donnant des baies à peau fine (sensibles à la pourriture) dont on fait des vins rouges aromatiques (fruits rouges et épices) et pas trop tanniques, capables d'être bus jeune comme de vieillir, apportant aux assemblages sucre et alcool.

### Pratiques culturales
La densité minimale à la plantation doit être de 5 500 pieds par hectare. L'écartement entre les rangs est limité à un maximum de deux mètres.
La taille doit être soit en Guyot (simple ou double), soit à courson (cots) en cordon de Royat, soit à longs bois (astes). Le nombre d'yeux francs par pied est limité à un maximum de dix.

### Rendements
Le rendement maximum est fixé par le cahier des charges de l'appellation à 49 hectolitres par hectare, avec un rendement butoir à 60.
Les rendements officiels récents sont :
| Année | Superficie (ha) | Production (hl) | Rendement (hl/ha) |
| ----- | --------------- | --------------- | ----------------- |
| 2019  | 786             | 35 057          | 45                |
| 2020  | 786             | 31 683          | 40                |
| 2021  | 784             | 22 935          | 29                |
| 2022  | 784             | 25 609          | 33                |
| 2023  | 780             | 36 093          | 46                |
| 2024  | 767             | 22 110          | 29                |

## Vins

### Vinification et élevage
Les techniques soustractives d'enrichissement (TSE) sont autorisées dans la limite d’un taux de concentration de 15 %. Les vins ne dépassent pas, après enrichissement, le titre alcoométrique volumique total de 13,5 % vol.
Les raisins doivent avoir une une richesse en sucres supérieure à : 194 grammes par litre de moût pour le merlot et 180 grammes par litre de moût pour les autres cépages. Les vins doivent présenter un titre alcoométrique volumique naturel minimum de 11 %.

### Gastronomie
Le pomerol est un vin rouge à la robe plutôt foncée ; entre le rubis et le rouge foncé à reflets grenat.
Le pomerol a des arômes de violette (dus au merlot) et de truffe. Il se distingue par une très large palette de parfums, allant des fruits rouges au cuir noble, en passant par des notes animales.
La richesse et la complexité aromatiques se retrouvent au palais. Jeune, le vin s'appuie sur une charpente d'une grande puissance et une remarquable persistance. Avec les années, il prend un caractère gras, onctueux et soyeux qui s'harmonise avec son expression aromatique. Dès l'attaque, il révèle sa structure que soutiennent des tanins souples et veloutés. Son volume et sa mâche laissent une impression de velours et de sève.
Le pomerol s'accorde avec beaucoup de mets, notamment la viande rouge, le gibier et les fromages secs.

## Économie
Les vins ne peuvent être mis sur le marché qu'à partir du 15 novembre de l'année qui suit la vendange. En 2009, les 140 exploitations ont une surface moyenne de six hectares.
Le morcellement plus important du foncier, les petites dimensions de la majorité des exploitations par rapport au reste du vignoble bordelais font que les producteurs pomerolais sont parfois décrits comme une « sorte de petite république villageoise ».

### Hiérarchie des prix
Le prix des vignes en appellation pomerol est un des plus élevés parmi les vignobles français, avec en 2023 un prix officiel moyen de 1 300 000 € pour un hectare (variant entre 2 et 7 millions l'ha) ; seul le pauillac (3 millions d'€/ha en moyenne) atteint ces sommets, ainsi que les grands crus bourguignons (l'ha de montrachet serait théoriquement à 12,8 millions d'€). À titre de comparaison, l'hectare de saint-émilion est à 270 000 € (variant de 180 000 à 5 000 000), de lalande-de-pomerol à 180 000 €/ha (de 150 000 à 300 000), de bordeaux rouge à 9 000 €/ha (de 4 000 à 17 000) et la terre agricole en Gironde est à une moyenne de 7 590 €/ha.
Pour une comparaison entre les appellations, on peut prendre les prix pratiqués (en € pour une tonneau de 900 litres) officiellement pour le calcul des fermages en 2023, qui fournissent une hiérarchie :
- 833,5 € (92,5 €/hl) pour du bordeaux rouge ;
- 1 448 € (161 €/hl) pour du fronsac ;
- 1 882 € (209 €/hl) pour du canon-fronsac ;
- 2 008 à 2 428 € (223 à 270 €/hl) pour des lussac-saint-émilion, montagne-saint-émilion, saint-georges-saint-émilion ou puisseguin-saint-émilion ;
- 3 708 € (412 €/hl) pour du saint-émilion ;
- 3 957 € (439,5 €/hl) pour du lalande-de-pomerol ;
- 9 230 € (1 025,5 €/hl) pour du pomerol ;
- 9 304 € (1 034 €/hl) pour du pauillac.

Les prix dans le commerce sont évidemment bien plus élevés, variant considérablement en fonction du nom du producteur.

### Classement
Il n'existe pas de classement officiel des vins de Pomerol, celui fiscal de juin 1943 ayant été aboli en novembre 1944.
Quelques auteurs et sites ont malgré tout proposé chacun un « classement non officiel », avec systématiquement en tête Petrus, suivi par les châteaux Hosanna (l'ancien Certan-Giraud), La Conseillante, Le Pin, Vieux-Certan, Rouget, L'Évangile, La Fleur-Pétrus, la Fleur de Gay, Gazin, Lafleur, Clinet, Clos l'Église, Petit-Village et Trotanoy.
Plus bas dans ces classements sont cités une deuxième catégorie de producteurs, comprenant les châteaux La Ganne, Maillet, Altimar, Beauregard, Certan-de-May, l'Église Clinet, La Croix, La Croix de Gay, Lagrange, La Pointe, Mazeyres, Nénin, Taillefer, de Sales, Vieux Maillet, Bon Pasteur, Grand Beauséjour, Gombaude-Guillot, Grange-Neuve, La Croix du Casse, Belle Brise, Clos Saint-André, Beauregard, Feytit Clinet ou Haut-Tropchaud.

### Liste de domaines
- Château Beau Soleil
- Château Beauregard
- Château Bel-Air
- Château Bellegrave
- Château Bonalgue
- Château Bourgneuf Vayron
- Château Certan de May
- Château Certan-Marzelle
- Château Clinet
- Château de Sales
- Château du Tailhas
- Château Fayat
- Château Ferrand
- Château Feytit-Clinet
- Château Franc Maillet
- Château Gazin
- Château Gombaude Guillot
- Château Grange-Neuve
- Château Guillot
- Château Hosanna
- Château L'Église-Clinet
- Château L'Enclos
- Château L'Évangile
- Château La Cabanne
- Château La Clémence
- Château La Commanderie de Mazeyres
- Château La Connivence
- Château La Conseillante
- Château La Croix
- Château La Croix de Gay
- Château La Croix du Casse
- Château La Croix Saint-Georges
- Château La Croix Taillefer
- Château La Croix Toulifaut
- Château La Fleur De Gay
- Château La Fleur-Pétrus
- Château La Grave à Pomerol
- Château La Pointe
- Château La Rose Figeac
- Château Lafleur
- Château Lafleur Grangeneuve
- Château Lafleur-Gazin
- Château Latour à Pomerol
- Château Le Bon Pasteur
- Château Le Gay
- Château Le Moulin
- Château Le Pin
- Château Lecuyer
- Château Mazeyres
- Château Monregard La Croix
- Château Moulinet
- Château Nénin
- Château Petit-Village
- Château Pierhem
- Château Plince
- Château Providence
- Château Rouget
- Château Taillefer
- Château Tour Maillet
- Château Trotanoy
- Château Vieux Maillet
- Château Vray Croix de Gay
- Clos de la Vieille Église
- Clos du Clocher
- Clos L'Église
- Clos René
- Clos Vieux Taillefer
- Domaine Fayat-Thunevin
- Le Clos du Beau Père
- Petrus
- Vieux Château Certan
- Vieux Château Ferron
- Vignobles Moze Berthon 
  - Château Gouprie L'Excellence
  - Château Gouprie
  - Château Maillet
  - Château Rocher-Gardat
- Vignobles Péré-Vergé
  - Château La Croix des Templiers
  - Château La Gravière
  - Château La Violette
  - Château Le Gay
  - Château Montviel
  - Moulin La Gravière Mont Moulin
- etc.